# 普里克利嶺
72°31′S 97°34′W / 72.517°S 97.567°W
普里克利嶺（英語：Prickly Ridge），是南極洲的山嶺，位於埃爾斯沃思地，處於瑟斯頓島南部的謝爾頓角以西7公里，最大山峰是貝爾納普冰原島峰，現時由南極條約體系管理。